# Juana Borrero
Pour les articles homonymes, voir Borrero.
Juana Borrero, née le 17 mai 1877, morte le 9 mars 1896, à 18 ans, est une poétesse et peintre cubaine.
Comme poète, elle est une enfant prodige, une figure du modernisme. Comme peintre, bien que son œuvre ne comprenne qu'un nombre limité de tableaux, ceux-ci constituent une étape singulière de l'art académique dans la peinture cubaine.

## Biographie
Juana Borrero est née à La Havane. Son père, Esteban Borrero, est lui-même un poète et un écrivain, sa sœur, Dulce María Borrero, est poète également. Elle grandit donc dans une atmosphère artistique et littéraire, au milieu de réunions et de cercles littéraires auxquels concouraient d'autres écrivains comme Carlos Pio et Federico Uhrbach, ainsi que Julián del Casal, qui l'encourage à écrire. Dans sa jeunesse, Juana prend des leçons de peinture à l'Académie de beaux-arts de San Alejandro, à La Havane. Elle étudie aussi avec Armando Menocal, un des meilleurs peintres cubains du XIXe siècle.
En 1892, Juana accompagne à son père à New York, officiellement pour étudier la peinture, mais aussi pour y rencontrer les membres en exil du Partido Revolucionario Cubano. À New York, ils y retrouvent José Martí, qui organise un banquet en l'honneur de l'enfant prodige. Après un bref retour à Cuba, Juana Borrero visite également l'Exposition universelle de 1893  à Chicago.
Elle revient à Cuba en cette année 1893. Elle est citée dans la sélection de poèmes de Manuela Herrera de Herrera : Escritoras cubanas : composiciones escogidas de las más notables autoras de la isla de Cuba. Certaines de ses œuvres figurent également dans l'anthologie Grupo de familia, poesías de los Borrero, publiée en 1895, sous l'égide de son père. La même année est diffusé son unique livre de poésie, Rimas. Les poèmes de Juana sont aussi publiés dans des revues modernistes cubaines, notamment La Habana Elegante, Gris y Azul et le Fígaro,.
En 1895, en raison de l'implication d'Esteban dans les mouvements révolutionnaires et le combat pour l'indépendance de l'île, les Borreros sont forcés d'émigrer aux États-Unis. Juana y meurt de la tuberculose le 9 mars 1896, à Key West, en Floride.,.
Malgré ce décès alors qu'elle n'a que 18 ans, Juana Borrero constitue une des figures les plus fascinantes du modernisme hispano-américain. Elle laisse des échanges épistolaires,  lesquels ont été publiés à La Havane, en deux volumes, entre 1966 et 1967. Ces lettres ont notamment comme origine la relation romantique entre Juana Borrero et Carlos Pie Uhrbach, laquelle, en raison de l'opposition d'Esteban, le père de Juana, a dû faire l'objet d'une correspondance secrète. Parmi son œuvre picturale, Los Pilluelos et Las Niñas sont exposés dans le Musée National des beaux-arts de Cuba. Elle est aussi connue pour d'autres peintures, dont Doña Crucesita et el Señor de la tabaquera. Ces œuvres de scènes quotidiennes sont marquées par un réalisme coloré et sensible. Ses lettres sont également illustrées par des dessins.